# Bandera de Sant Climent de Llobregat
La bandera oficial de Sant Climent de Llobregat té la següent descripció:
Bandera apaïsada, de proporcions dos d'alt per tres de llarg, vermella, amb l'àncora groga sense cordons de l'escut, d'alçària 5/7 de la del drap i amplària 8/21 de la llargària del mateix drap, centrada i posada a 1/7 de la vora de l'asta.
Va ser aprovada el 16 de febrer de 2006 i publicada en el DOGC el 6 de març del mateix any amb el número 4586.